# Юліанадорп
Юліанадорп (нід. Julianadorp) — місто в нідерландській провінції Північна Голландія, на узбережжі Північного моря. Входить до муніципалітету Ден-Гелдер. 
Було засноване 1909 року і отримало свою назву на честь принцеси Юліани, майбутньої королеви Нідерландів, що народилася того ж року.
Його населення станом на 2006 рік складало 13925 осіб.